# Cladomyza ledermannii
Cladomyza ledermannii là một loài thực vật có hoa trong họ Santalaceae. Loài này được (Pilg.) Danser mô tả khoa học đầu tiên năm 1955.